# Birtugan

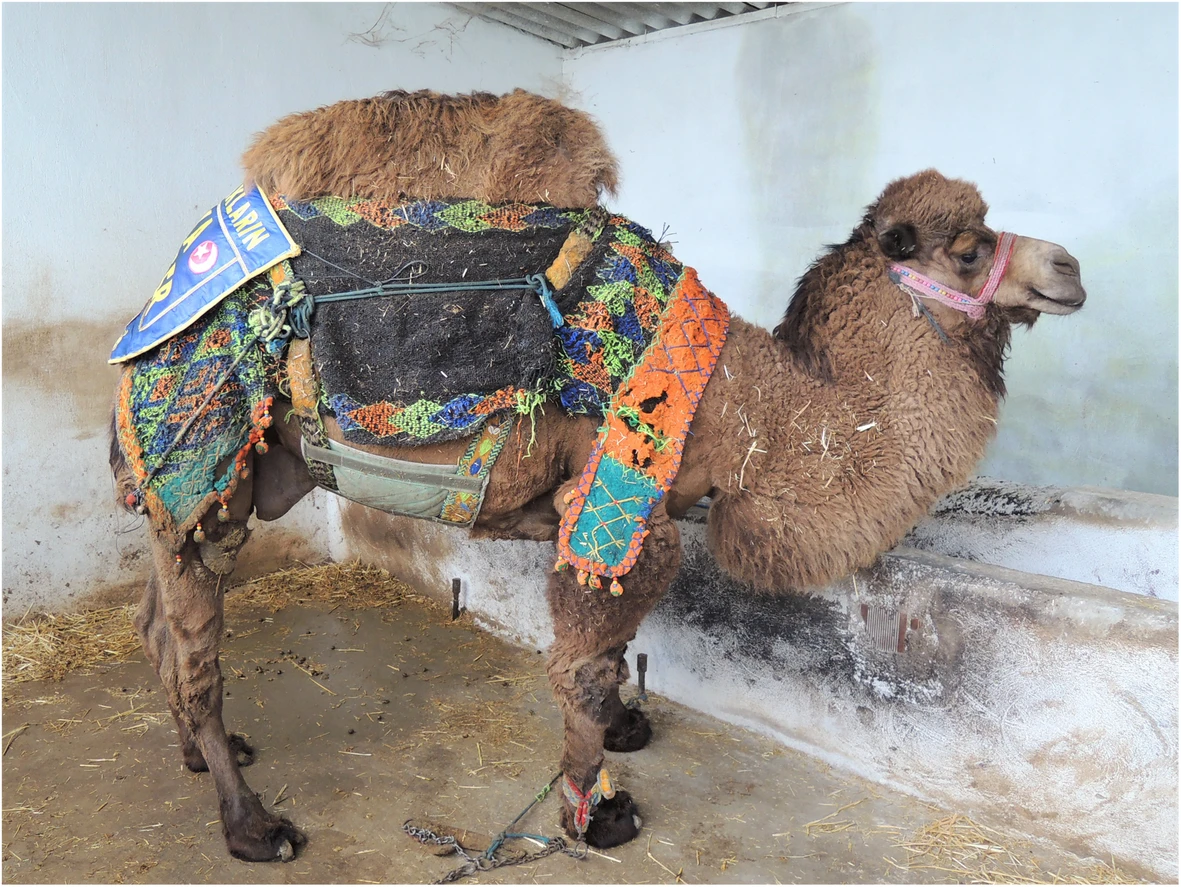
Birtugan typu F1; jego rodzicami są samiec baktriana (wielbłąda domowego) i samica dromadera (wielbłąda jednogarbnego)

Birtugan, wielbłąd mieszany, tulu, nar – hybryda wielbłąda jednogarbnego (dromadera) z dwugarbnym (baktrianem). Są spotykane w Afganistanie, Kazachstanie, Iranie, Rosji i Turcji. Birtugany są większe i silniejsze od swoich rodziców, mają jeden garb i są łagodniejsze w obejściu. W Kazachstanie samice birtuganów (hybryda F1) krzyżuje się ponownie z baktrianem dla uzyskania hybrydy F2 (3/4 baktriana i 1/4 dromadera).